# Израел на Европском првенству у атлетици на отвореном 2014.
Израел је учествовао на 22. Европском првенству у атлетици на отвореном 2014. одржаном у Цириху од 12. до 17. августа. Ово је седмо европско првенство у атлетици на отвореном на које је Израел учествовао. Репрезентацију Израела представљало је десет спортиста (8 мушкараца и 2 жене) који су се такмичили у шест дисциплина (4 мушке и 2 женске).
На овом првенству представници Израела су освојили једну медаљу (бронза) и оборили два национална рекорда. У укупном пласману Израел је делио 23. место. У табели успешности према броју и пласману такмичара који су учествовали у финалним такмичењима (првих 8 такмичара) Израел је са 1 учесником у финалу заузео 31. место са 6 бодова.
| Пл. | Земља  | 1. место | 2. место | 3. место | 4. место | 5. место | 6. место | 7. место | 8. место | Бр. фин. | Бодови |
| --- | ------ | -------- | -------- | -------- | -------- | -------- | -------- | -------- | -------- | -------- | ------ |
| 31. | Израел | -        | -        | 1-6      | -        | -        | -        | -        | -        | 1        | 6      |

## Учесници
| Мушкарци: - Доналд Санфорд — 400 м - Girmaw Amare — 10.000 м - Himro Alame — 10.000 м - Амир Рамон — Маратон - Berihun Wuve — Маратон - Yimharan Yosef — Маратон - Зохар Земиро — Маратон - Noam Neeman — 3.000 м препреке | Жене: - Ma'ayan Shahaf — Скок увис - Анита Хинриксдотир — Троскок |  |

## Освајачи медаља

### Бронза
- Доналд Санфорд — 400 м

## Резултати

### Мушкарци
| Атлетичар      | Дисциплина       | Лични рекорд | Квалификације     | Квалификације     | Полуфинале   | Полуфинале | Финале               | Финале       | Детаљи |
| Атлетичар      | Дисциплина       | Лични рекорд | Резултат          | Место             | Резултат     | Место      | Резултат             | Место        | Детаљи |
| -------------- | ---------------- | ------------ | ----------------- | ----------------- | ------------ | ---------- | -------------------- | ------------ | ------ |
| Доналд Санфорд | 400 м            | 45,21        | 46,40 КВ          | 2. у гр. 4        | 45,39 кв, НР | 3. у гр. 3 | 45,27 НР             |              |        |
| Girmaw Amare   | 10.000 м         | 28:17,94     |                   |                   |              |            | 30:53,87             | 18 / 18 (24) |        |
| Himro Alame    | 10.000 м         | 28:12,87     | 30:04,95          | 17 / 18 (24)      |              |            |                      |              |        |
| Амир Рамон     | Маратон          | 2:27:49      | 2:30:45           | 50 / 50 (72)      |              |            |                      |              |        |
| Berihun Wuve   | Маратон          | 2:17:17      | 2:24:39           | 41 / 50 (72)      |              |            |                      |              |        |
| Yimharan Yosef | Маратон          | 2:22:14      | 2:24:26           | 40 / 50 (72)      |              |            |                      |              |        |
| Зохар Земиро   | Маратон          | 2:14:28      | Није завршио трку | Није завршио трку |              |            |                      |              |        |
| Noam Neeman    | 3.000 м препреке | 8:38,15      | 8:45,33           | 12. у гр. Б       |              |            | Није се квалификовао | 22 / 27 (28) |        |

### Жене
| Атлетичарка          | Дисциплина | Лични рекорд | Квалификације   | Квалификације   | Полуфинале            | Полуфинале            | Финале   | Финале       | Детаљи |
| Атлетичарка          | Дисциплина | Лични рекорд | Резултат        | Место           | Резултат              | Место                 | Резултат | Место        | Детаљи |
| -------------------- | ---------- | ------------ | --------------- | --------------- | --------------------- | --------------------- | -------- | ------------ | ------ |
| Ma'ayan Shahaf       | Скок увис  | 1,92 НР      | 1,85 кв         | 6. у гр. А      |                       |                       | 1,85     | 14 / 22 (23) |        |
| Ана Књазјева-Миненко | Троскок    | 14,71        | Није стартовала | Није стартовала | Није се квалификовала | Није се квалификовала |          |              |        |